# Mariene provincie Magelhaen
De Mariene provincie Magelhaen (48) (Engels: Magellanic marine province) is een biogeografische provincie en ligt in de overgang van de Atlantische Oceaan naar de Grote Oceaan in het Marien rijk Gematigd Zuid-Amerika. De mariene provincie is vastgesteld door het World Wide Fund for Nature en The Nature Conservancy en is vernoemd naar de Straat Magellaan.
In het noordoosten grenst het gebied aan de mariene provincie Warme Gematigde Zuidwestelijke Atlantische Oceaan (47) en in het noordwesten aan de mariene provincie Warme Gematigde Zuidoostelijke Stille Oceaan (45).

## Geografie
De mariene provincie ligt rond de zuidelijke punt van Zuid-Amerika: voor een stuk oostkust en de zuidkust van Argentinië, voor de zuid- en zuidwestkust van Chili en rond de Falklandeilanden.

## Biogeografie
Het gebied kent zeeleven dat houdt van gematigde temperaturen.

## Mariene ecoregio's
Deze mariene provincie bestaat uit 5 mariene ecoregio's:
- Mariene ecoregio Noord-Patagonische Golven (184)
- Mariene ecoregio Patagonische Plat (185)
- Mariene ecoregio Falklandeilanden (186)
- Mariene ecoregio Kanalen en Fjorden van Zuidelijk Chili (187)
- Mariene ecoregio Chiloense (188)